# Nautiloïdeus
Els nautiloïdeus (Nautiloidea) són una subclasse de mol·luscs cefalòpodes. Tots tenen una conquilla externa. Van prosperar a partir del Cambrià superior, quan van esdevenir els principals depredadors, i van desenvolupar una extraordinària diversitat de formes de conquilles. És un grup pràcticament extingit del qual es coneixen unes 2.500 espècies fòssils, de les què només unes poques, dels gèneres Nautilus i Allonautilus, han sobreviscut fins als nostres dies. Es creu que tots els cefalòpodes actuals provenen de nautiloïdeus paleozoics.

## Característiques
Tots els nautiloïdeus comparteixen tres característiques principals de la conquilla: les cambres internes, el sifuncle i les sutures. Les parets primes entre les cambres internes de la conquilla s’anomenen septes. A mesura que l'individu creix, desprèn el cos de les parets de la conquilla, llisquen cap endavant i secreten un nou envà cap a la part posterior. Cada nou envà afegeix una nova càmera a la conquilla. El propi cos de l'animal ocupa només l’última cambra afegida. Els septes estan foradats pel sifuncle, un tub de teixit que recorre totes les cambres internes de la conquilla. Al seu voltant hi ha estructures d'aragonita, un polimorf de carbonat càlcic que durant la fossilització es converteix fàcilment en calcita.

## Història evolutiva
Es considera que els nautiloïdeus són un grup parafilètic unit per trets primitius compartits absents en altres cefalòpodes. Es creu que són els avantpassats tant dels ammonoïdeus com dels coleoïdeus, específicament, els nautiloïdeus de l'ordre Bactritida, que descendien dels nautiloïdeus de conquilla recta de l'ordre Orthocerida. Els primers nautiloïdeus del registre fòssil provenen de la formació de Fengshan (Cambrià) al nord-est de la Xina. Aquestes primeres formes sembla haver-se extingit, deixant només una família, els Ellesmeroceratidae, que van sobreviure fins a principis de l'Ordovicià i van donar lloc a tots els cefalòpodes posteriors. Els nautiloïdeus aparentment es van diversificar durant l’Ordovicià inferior i mitjà, possiblement a causa de nous nínxols ecològics oberts per l'extinció dels anomalocarídids depredadors al final del Cambrià. Els nautiloïdeus van romandre diversos i generalitzats durant els períodes Ordovicià, Silurià i Devonià, presentant una gran varietat de morfologies de conquilla, recta, corba i enrotllada. Els nautiloïdeus van començar a declinar durant el Devonià, possiblement a causa de la competència amb els seus descendents i parents, els ammonoïdeus i els coleoïdeus, amb només l'ordre Nautilida, amb la conquilla ben enrotllada, aparentment capaces de prosperar. Els nautílides van ser molt menys afectats per l'extinció del Permià-Triàsic que els ammonoïdeus. Tot i això, només un gènere únic, Cenoceras, amb una closca semblant al nàutil modern, va sobreviure a l'esdeveniment d'extinció del final del Triàsic. Els nautiloïdeus van radiar de nou durant el Mesozoic, com ho demostren 24 gèneres coneguts del Cretaci, i no van ser tan afectats per l'esdeveniment d'extinció al final del Cretaci com els ammonoïdeus, que no van tenir supervivents. Se sap que tres famílies i almenys cinc gèneres de nàutils van sobreviure a l'extinció, cosa que va permetre el seu ressorgiment durant el Paleocè, l'Eocè i el Miocè.

## Taxonomia
La subclasse Nautiloidea compren nombrosos ordres:
Palcephalopoda
- Ordre Plectronocerida †
- Ordre Ellesmerocerida †
- Ordre Actinocerida †
- Ordre Pseudorthocerida †
- Ordre Endocerida †
- Ordre Tarphycerida †
- Ordre Oncocerida †
- Ordre Discosorida †
- Ordre Nautilida

Neocephalopoda (en part)
- Ordre Orthocerida †
- Ordre Ascocerida †
- Ordre Bactritida †